# Ваад євреїв Корони

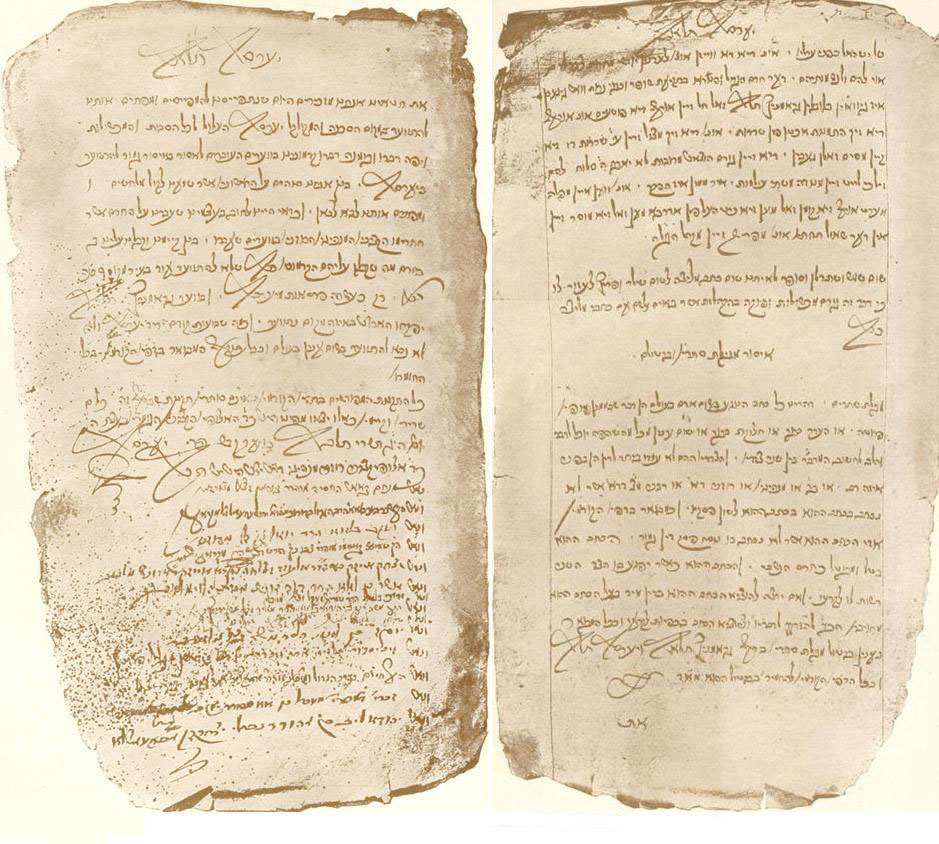
Репродукція листа пінкоса Ради чотирьох земель

Рада чотирьох земель (пол. Sejm Czterech Ziem, івр. ועד ארבע ארצות - Ваад арба арцот), Сейм Жидівський (пол. Sejm Żydowski) — центральний орган єврейського самоврядування Корони Королівства Польського та Речі Посполитої, що існував у 1580–1764 роках; на сесіях сейму у 1581—1764 рр. головували рабини м. Каліша.
Його призначив король Стефан Баторій, який потребував нових коштів для війни проти Московії. До його складу входили делегати від сімдесяти кагалів, які представляли чотири землі:
- Велику Польщу,
- Малу Польщу,
- Червона Русь та
- Волинь.

Зазвичай ця організація проводила зустрічі двічі на рік під час ярмарків у м. Любліні та м. Ярославі. Спочатку він був створений як місце зустрічі євреїв Корони, де обговорювались податки, що вводяться на гміни та пожертви для держави. Пізніше вона стала самоврядним органом, місцем вирішення суперечок між кагалами, і узгодженням спільних дій проти загроз єврейській автономії.
У 1623 р. Сейм литовських євреїв відділився та став незалежним.
У 1764 р. Конвокаційний сейм скасував цю Раду чотирьох земель, яка не змогла займатися справою збору податків з євреїв.

## Розвиток
Значне число єврейського населення Речі Посполитої мало важливе значення для торгово-промислового життя країни в зв'язку з його національною відособленістю, бо польські євреї утворили особливий клас, який користувався широкою автономією в області громадського управління та духовного життя, автономією, зосереджену на зразковій громадянській організації. Єврейська громада з її адміністративними, юридичними, релігійними та благодійними установами становила автономну одиницю. Термін «кагал» означав і громаду, і громадську адміністрацію; обидва поняття були тотожні.
Адміністративні функції кагалу — розподіл державних і громадських податків, завідування благодійними установами і т. д. — виконувалося виборними кагальними старшинами (seniores, івр. פרנסים), між тим як на рабинів (doctores judaeorum) покладалася турбота прο релігійні та юридичні справи. Необхідність встановлення солідарності між кагалом і рабинами різних місцевостей спершу здійснилося в юридичній галузі. Рабинський суд керувався в своїх рішеннях нормами талмудичного законодавства; але ці норми часто допускали різні тлумачення, і тому була потреба скликати збори рабинів для з'ясування спірних пунктів. Виходячи з основного принципу самоврядування — права бути судимими особами зі свого народу, a не чужими — євреї повинні були створити в додаток до нижчих громадських судів вищу апеляційну інстанцію. Необхідність подібного вищого суду позначалася особливо тоді, коли виникали спірні питання між кагалами або між приватною особою та кагалом. У таких випадках у певні терміни влаштовувалися періодичні рабинські з'їзди. У першій половині XVI ст. ці з'їзди відбувалися під час багатолюдних ярмарків. 
Головним збірним пунктом служила ярмарок в Любліні (івр. לובלין), де жив батько польського рабинізму Шахна, учнем якого був знаменитий Мойсей Ісерлес. Сюди ще за правління Сигізмунда I з'їжджалися рабини та розбирали цивільні позови «відповідно до свого закону». Цей король в грамоті 1533 р. описав одне з таких рішень, як рішення вищого суду для євреїв. Рабини і кагальні старшини різних областей Польщі та Литви (івр. פרנסי דיינים ,הארץ, Isseries, Responsa, № 63, 64, 73), що відносяться до періоду 1550—1558 рр. брали участь в періодичних сесіях Люблінського вищого суду, де обговорювалися також питання духовної властивості, що стосувалися всього польського єврейства; так, напр., рабини і «роше-ієшибот» (ректори талмудичних шкіл) трьох країн (івр. שלש מדינות) — Польщі, Русі та Литви — санкціонували друкування вавилонського Талмуду в м. Любліні (1559—1580) під умовою, щоб екземпляри видання використовувалися у всіх школах (ця апробація — «haskamah» — була надрукована на заголовних сторінках окремих трактатів для загального відома). Де була намічена класифікація учасників Люблінського з'їзду від трьох областей: з Польщі (Великої і Малої, разом) та Литви (тісніше пов'язаної з Короною після Люблінської унії 1569 р.) і Русі (тобто Поділля, Волині та Галичини, або Червоної Русі). Ці «ярмаркові з'їзди» склали ядро великої центральної організації, що добре утвердилося в останню чверть XVI ст. під назвою «Ваад областей» (івр. ועד הארצות). Широка автономія польських євреїв викликала необхідність у такій установі, яка могла би служити не тільки вищою інстанцією в юридичних і релігійних питаннях, але також центральним дорадчим і законодавчим органом для регулювання діяльності всіх місцевих установ. Ось чому люблінські ярмаркові з'їзди перетворилися в періодичні зібрання представників кагалів та стали генеральними сеймами, «лат. Congressus judaicus», або «пол. Sejm» у польських документах. 
Якщо виникнення Ваада і було викликано нагальними потребами й умовами внутрішнього розвитку польського єврейства, то все ж слід мати на увазі зовнішні чинники, що зумовили зміцнення існування цієї єдиної в своєму роді єврейської організації, і як фактор фіскального характеру. Ще Сигізмунд I намагався централізувати збір єврейських податків, призначивши для цього Міхаеля Іозефовича і Авраама Богемського. З введенням поголовної податі у 2-й половині XVI ст. уряд спершу намагався стягувати податок в окремих громадах, але після невдалого досвіду сейм всієї Польщі (пол. sejm walny) ухвалив доручити підскарбію у згоді з «шафаром» (збирачами податків) встановити загальну суму єврейських податків. Розкладка цієї загальної суми (15 000 поль. злотих для євреїв в «Короні» і 15 000 п. зл. для євреїв Вел. Кн. Литовського) по кагалам була покладена на представників громад, які для цієї мети стали збиратися періодично. «Так виник Ваад, якщо і не за прямим наказом уряду, то у всякому разі з його згоди, і керівники Ваада, рабини і парнеси, вирішили зробити ці з'їзди постійними та обговорювати на них всі питання національного й релігійного життя. Розвинулася ця автономна організація завдяки звичці та звичаям, що утвердилися в думці євреїв і в очах уряду, протягом одного або двох поколінь». Що не заперечує повільний еволюційний шлях в історії виникнення Ваада головним чином для фіскальних цілей. Ярмаркові з'їзди стали тією організацією, якій уряд доручав справу збирання податків, і ця діяльність зміцнила з'їзди, надала їм характер впливової громадської організації.

## Діяльність

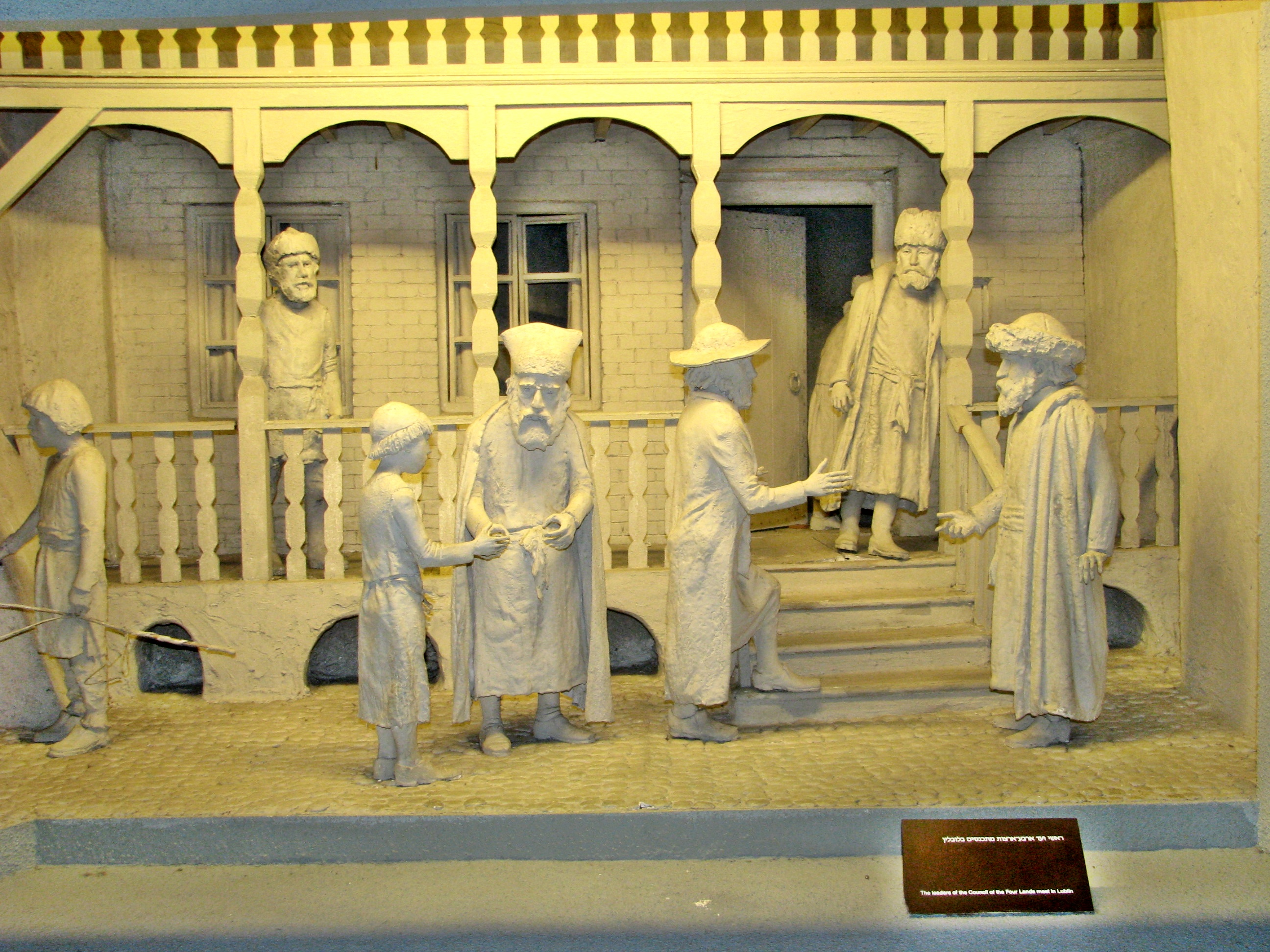
Фото експонату в музеї Тель-Авіву із зображенням зустрічі лідерів Ради чотирьох земель в м. Любліні

Діяльність Ради чотирьох земель була розділена на
- законодавчу,
- адміністративну,
- юридичну та
- духовно-культурну.

Загальна назва «Рада чотирьох земель» івр. ועד הארצות відповідно до числа областей, представлених на з'їзді. У більш ранніх актах часто зустрічається визначення «Рада трьох областей». В ту ж епоху з'їзди, порівняно рідко, називалися «Рада п'яти областей», тобто Великої Польщі, Малої Польщі, Русі, Литви та Волині.
Серед голів цієї Ради в кінці XVI ст. особливо відомий Мордехай Яфа, гродненський і познанський рабин, автор цілого ряду коментарів на Шулхан-Арух під загальною назвою «Lebuschim»; Грец приписує йому організацію інституту Ваада. З плином часу усталилася назва «Ваад чотирьох областей», як видно з документів XVII ст.. Чотири області посилали своїх представників: Велика Польща (столиця Познань), Мала Польща (Краків), Червона Русь (Поділля та Галичина зі столицею у м. Львові) і Волинь (головне місто Острог, або Кременець). Литва мала періодичне або надзвичайне представництво при Вааді до 1623 р., коли утворився особливий «Ваад головних громад литовського краю», який функціонував самостійно. В такому стані працював «Ваад чотирьох областей» описаний авторами середини XVII століття, напр. писав про нього Іом-Тоб Ліпман Гелер в автобіографії «Megillat Ebah», де мова йшла прο Ваад 1635 р., і літописцем Натаном Гановером (у «Jewen Mezulah», «Безодня бездонна», Венеція, 1653 р.). Останній говорить наступне: "Збори представників (івр. פרנסים) чотирьох областей мало засідання два рази на рік на люблінський ярмарок, між святкуванням Пуріму та Песаха, і на ярмарку в Ярославі (Галичина) в місяці Абе або Елул. Збори представників чотирьох областей нагадувало синедріон, що колись засідав в гранітній палаті єрусалимського храму (івр. לשכת הגזית). Вони творили суд над усіма євреями польського королівства, видавали охоронні приписи і обов'язкові постанови (івр. תקנות), та на свій розсуд накладали стягнення. Будь-яка важка справа надавалася до їх суду. Щоби полегшити собі роботу, представники чотирьох країн вибирали (особливу комісію) так званих «обласних суддів» (івр. דייני מדינה), які розбирали майнові суперечки; самі ж вони (у повному складі) розглядали справи кримінальні, справи прο «хазак» (право термін володіння) та інші важкі позови. Це свідчення тодішнього сучасника характеризує добу розквіту діяльності Ваада за період 1600-1648 рр.. Пінкос Ваада, де записувалися прийняті рішення, не зберігся, і сумнівно, чи буде він коли-небудь знайдений; поки є тільки сім окремих листів з пінкосів Ваада в м. Ярославі за 1654-1671 рр.. Однак у рукописних кагальних пінкосах збереглася значна кількість копій рішень Ваада. Частина опублікована в старих рабинських творах, у респонсах і т. ін.. Інші рішення були видані пізніше на основі рукописів у монографіях з історії польсько-російських євреїв. На підставі цього матеріалу, рукописного й друкованого, можливий досить докладний нарис організації та діяльності Ваада.

## Організація
Спершу Ваад збирався щорічно в м. Любліні під час великих весняних ярмарків, які починалися з католицького свята Громниці в лютому і тривали близько місяця. З початку XVII ст. другим збірним пунктом стало галицьке місто Ярослав, де головні ярмарки відбувалися в кінці літа. Були й інші терміни, напр. на «Zielone świątki» (Трійця) і на день Симона та Юди (а також в день свята св. Станіслава — 1 травня). В епоху розквіту своєї діяльності Ваад збирався двічі на рік: перед Пасхою, в Любліні, і перед осінніми святами, в Ярославі. У надзвичайних випадках засідання Ваада відбувалися і в інший час — рідко в інших місцях: в Тишовці, Пінчові, Переворську в Галичині, Ленчні, Белжице (1635), Ополе, Ричивол, у Константинові і в місцевості, що позначається як івр. טשליץ. Вельми посилену діяльність Ваада розвинув після катастрофи 1648—1655 рр. — різанини Хмельницького й шведських війн, коли громадський лад, сильно ушкоджений в багатьох частинах Польщі, потребував реорганізації. Протягом другої половини XVII ст. засідання Ваада відбувалися раз або два рази на рік, частіше в м. Ярославі, ніж в м. Любліні. У 1671 р. було вирішено не збиратися більш в м. Ярославі, тому що це було «небезпечне і шкідливе місце», a в 10 милях від міста; згодом це рішення було скасовано.
Число учасників Ваада точно визначити не можливо. Натан Гановер вважав у вищезгаданому літописі 1653 р., що парнеси обиралися кожним кагалом — по одному делегату — і що, крім цих кагальних представників, в засіданнях Ваада брали участь 6 найважливіших рабинів Польщі. З кагальних пінкосів видно, однак, що лише найголовніші кагали кожної області країни посилали своїх делегатів. Метрополії (Познань, Краків, Львів і Острог) «чотирьох областей» посилали по два делегати (було постановлено посилати одного колишнього делегата і одного «нового», щоб він міг навчитися обов'язків «парнеса» Ваада) або навіть більше делегатів. Число підписів на рішеннях коливається між 15 й 25; втім, часто є підписи одних тільки 6 рабинів. Повне число делегатів разом з рабинами, мабуть, досягало 30. — У XVIII ст. діяльність Ваада стала обмежуватися; нерідко засідання відбувалися з довгими проміжками і частіше в Ярославі. Один з останніх важливих з'їздів відбувся в м. Ярославі в 1753 р., тоді, між іншим, було обговорено знаменитий диспут між Емденом та Ейбеншютцем прο сабатіанський рух, причому Ейбеншютц був визнаний причетним до єресі. У 1764 р. Польський сейм розпорядився про скасування Ваада, чим і закінчилася його діяльність. Поділ Речі Посполитої змінив всю кагальну систему і створив умови, несприятливі для існування таких автономних організацій, яким був Ваад.